# Station Wargrave
Wargrave is een spoorwegstation van National Rail. Het ligt buiten het dorp Wargrave in het district Wokingham in Engeland. Het station is eigendom van Network Rail en wordt beheerd door Great Western Railway. 